# Zeugophorinae
Zeugophorinae là một phân họ bọ cánh cứng trong họ Megalopodidae. 

## Phân loại
Đây là một phân họ nhỏ chỉ với 3 chi được ghi nhận:
- Bruchomima Achard, 1916
- Pedrilliomorpha Pic, 1917
- Zeugophora Kunze, 1818